# Dewey Derrota Truman

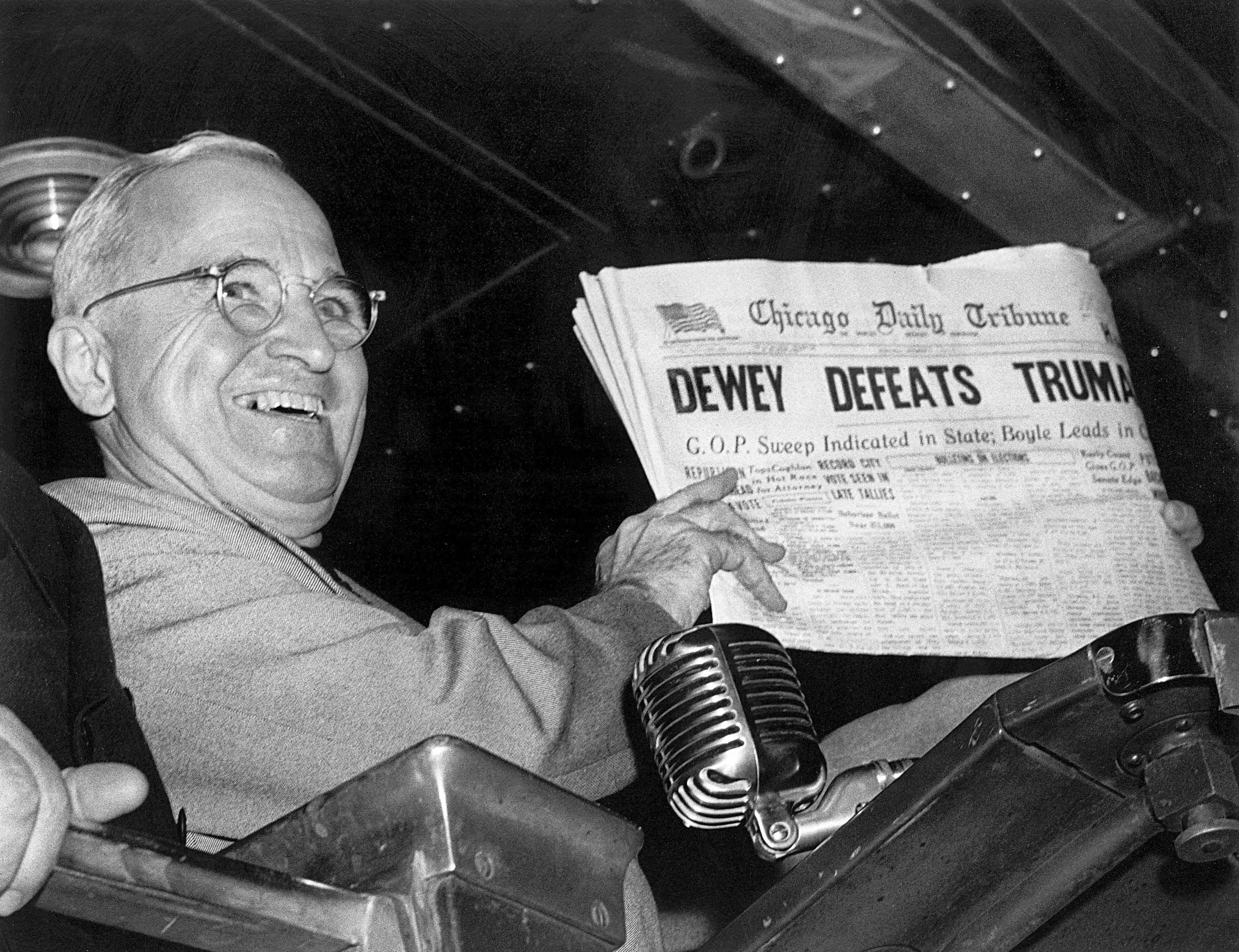
O Presidente Truman segurando uma edição inicial do Chicago Daily Tribune de 4 de novembro de 1948, mostrando a manchete errada da eleição presidencial.

"Dewey Derrota Truman" (em inglês Dewey Defeats Truman) foi uma manchete incorreta na primeira página do Chicago Daily Tribune (posteriormente Chicago Tribune) em 3 de novembro de 1948, um dia após o então presidente dos Estados Unidos, Harry S. Truman, obter uma vitória sobre seu oponente, o governador Thomas E. Dewey, de Nova York, nas eleições presidenciais de 1948. Foi notoriamente sustentado por Truman em uma aparição pública após sua eleição bem-sucedida, sorrindo com o erro.

## Contexto
A manchete errônea do Chicago Daily Tribune se tornou infame depois que Truman foi fotografado segurando uma cópia do jornal durante uma parada na St. Louis Union Station enquanto voltava de trem de sua casa em Independence, Missouri, para Washington, D.C. Em um artigo retrospectivo cerca de 60 anos depois sobre a manchete mais famosa e embaraçosa do jornal, o Tribune escreveu que Truman "tinha uma opinião tão baixa do Tribune quanto este tinha dele".
Por cerca de um ano antes da eleição de 1948, os impressores que operavam as máquinas de linótipo no Chicago Tribune e em outros jornais de Chicago estiveram em greve, em protesto contra a Lei Taft-Hartley. Mais ou menos na mesma época, o Tribune adotou um método pelo qual as cópias para o jornal eram compostas em máquinas de escrever, fotografadas e depois gravadas nas chapas de impressão. Esse processo exigia que o papel fosse impresso várias horas antes do normal.

## Eleição de 1948
Na noite da eleição, o prazo final para a imprensa exigia que a primeira edição pós-eleitoral do Tribune fosse para a imprensa antes que os estados divulgassem a maioria dos resultados dos locais de votação.
O jornal contou com seu veterano correspondente em Washington e analista político, Arthur Sears Henning, que previu o vencedor em quatro das cinco disputas presidenciais desde 1928, era quase unânime que Dewey venceria a eleição por uma vitória esmagadora, a primeira edição (uma estrela) do Tribune foi para a imprensa com a manchete "DEWEY DERROTA TRUMAN".
Os primeiros resultados mostraram que a chapa republicana liderava Truman e Barkley de forma bastante consistente nos estados oeste e sul "e acrescentou que" as indicações eram de que os resultados completos revelariam que Dewey ganhou a presidência por uma esmagadora maioria dos votos eleitorais".
Mesmo depois que a história principal do jornal foi reescrita para enfatizar as eleições nos estados e indicar a estreiteza da liderança de Dewey na disputa presidencial, a mesma manchete foi deixada na primeira página. Só tarde da noite, depois que despachos de imprensa lançaram dúvidas sobre a certeza da vitória de Dewey, o Tribune mudou a manchete para "DEMOCRATAS VARREM DE ESCRITÓRIOS DE ESTADO" para a última edição de duas estrelas. Cerca de 150 000 cópias do jornal já haviam sido impressas com o título incorreto antes de ser corrigido.
Em vez de uma varredura republicana na Casa Branca e a retenção de ambas as casas do Congresso, os democratas mantiveram a Casa Branca e assumiram o controle do Senado e da Câmara dos Representantes.

## Desdobramentos
Dois dias depois, quando Truman estava passando por St. Louis a caminho de Washington, ele subiu na plataforma traseira de seu vagão, o Ferdinand Magellan, e recebeu um exemplar da primeira edição do Tribune. Feliz por exultar com o erro do jornal, ele o ergueu para os fotógrafos reunidos na estação, e a famosa foto (em várias versões) foi tirada. Truman supostamente sorriu e disse: "Não foi assim que ouvi!".
Os editores do Tribune riam da asneira anos depois e planejaram dar a Truman uma placa com uma réplica da manchete errônea do banner no 25.º aniversário da eleição de 1948. No entanto, Truman morreu em 26 de dezembro de 1972, antes que o presente pudesse ser concedido.

## Incidentes semelhantes
Na manhã seguinte à eleição presidencial dos Estados Unidos de 1916, o Brown Daily Herald publicou prematuramente a manchete "Hughes eleito para a presidência; os republicanos carregam as duas casas". O que aconteceu foi que o titular democrata Woodrow Wilson ganhou a reeleição para a presidência e os democratas ganharam as duas câmaras do Congresso dos Estados Unidos.
Na manhã seguinte à eleição presidencial de 1960 nos Estados Unidos, a NBC erroneamente projetou John F. Kennedy como tendo vencido o estado da Califórnia.
Na eleição presidencial de 2000 nos Estados Unidos, uma série de redes de televisão inicialmente fizeram projeções na noite da eleição de que Al Gore vencera na Flórida e, com isso, na presidência, antes de retirar suas projeções. Por volta das 2h EST da manhã seguinte, uma série de redes projetou George W. Bush como o vencedor na Flórida, antes de retirar essa projeção cerca de uma hora depois e declarar a disputa "muito próxima para decidir".
Na eleição presidencial dos Estados Unidos de 2016, após a vitória prevista de Hillary Clinton, a revista Newsweek imprimiu exemplares com o rosto de Clinton ao lado da legenda "Senhora Presidente" na capa e os enviou às lojas. Após a vitória de Donald Trump, eles corrigiram o erro rapidamente.

## Na cultura popular
"Lisa's Substitute", um episódio da segunda temporada de Os Simpsons, faz uma paródia do incidente.
No romance de suspense de Sidney Sheldon, The Best Laid Plans, este artigo é apresentado por Leslie Stewart como um exemplo de informação erroneamente dada por um grande jornal.
No episódio 9 da 3.ª temporada ("Outono") de Better Call Saul, o personagem principal Jimmy McGill diz "48 para Dewey vence Truman" enquanto liga para um jogo de bingo em uma casa de repouso.